# Carolina Lanzani
Carolina Lanzani (Padova, 1875 – ...) è stata una storica e docente universitaria italiana.

## Biografia
Era figlia di Francesco Lanzani, ex garibaldino, storico e autore di Storia dei comuni italiani dalle origini al 1313 (1882) e studiò a Pisa, dove era allieva di Ettore Pais, laureandosi poi nel 1899. Dopo la laurea si perfezionò a Firenze. Scrisse i commenti per l'edizione de Il primo libro delle Storie di Tito Livio, pubblicato da Sansoni nel 1918.
Insegnò lettere al ginnasio e quindi di storia all'Università di Milano dal 1920 dove insegnò storia antica greca e romana, materia sulla quale focalizzò le sue ricerche, oltre che sulla repubblica romana e la storia delle religioni; su tali argomenti pubblicò diversi saggi e fu presente a vari convegni.
Dal 1908 iniziò a scrivere sulla rivista Studi storici per l'antichità classica e, nel 1925, si iscrisse all'Albo Nazionale dei Giornalisti Professionisti di Roma.
Scrisse un testo di storia per le scuole insieme alla sorella Luigia oltre a diversi saggi su storia e religione antiche.
Fu direttrice di Historia.

## Opere
- Euripide e la questione femminile, Tip. Di Giuseppe Bencini, 1901, 1901.
- I Persica di Ctesia. Fonte di storia Greca, Tip. della Riv. di stor. ant., 1902.
- Gli oracoli greci al tempo delle guerre persiane, Tip. Prosperini, 1904.
- Storia interna di Roma negli anni 87-82 a. Chr: il VII consolato di Mario. parte prima, C. Clausen, 1907.
- La legge "Valeria de aere alieno" dell'anno 86 av. Cr., E. Spoerri, 1909.
- Silla in Grecia, Loescher, 1910.
- Il Console suffectus L. Valerio Flacco e la Guerra mitridatica, Loescher, 1911.
- La lotta fra Herakles e Apollo per il tripode delfico, E. Spoerri, 1911.
- Ricerche sul tribunato di m. Livio druso il giovane, Loescher, 1912.
- Principi di religione dionisiaca, Athenaeum, 1913.
- Dioniso e Mitra, Mattei, 1914.
- De "E" littera in fronte Templi Delphici insculpta, Loescher, 1915.
- Mario e Silla: storia della democrazia romana negli anni 87-82 a. Chr, F. Battiato, 1915.
- Attilio De Marchi e "Atene e Roma", Tip. E. Ariani, 1916.
- Carolina Lanzani e Luigia Lanzani, Corso di storia d'Italia, Bemporad, 1920.
- Femminismo antico, Paravia, 1921.
- Religione dionisiaca, Fratelli Bocca, 1923.
- Le battaglie di Fidentia e di Placentia nella guerra civile Sillana, R. Accademia Nazionale dei Lincei, 1926.
- Giovanni Oberziner, Tip. del popolo d'Italia, 1931.
- Virgilio e il fanciullo divino, Tip. del popolo d'Italia, 1932.
- I debiti di Roma, Tip. del popolo d'Italia, 1933.
- Bimillenaria fama usurpata, Tip. del popolo d'Italia, 1934.
- Un problema sallustiano : valore storico della orazione di M. Emilio Lepido contro Silla dittatore, Tip. L. Cappelli,, 1934.
- Dioniso, Tip. Popolo d'Italia, 1935.
- Lucio Cornelio Silla, dittatore: Storia di Roma negli anni 82 - 78 a.C., Tip. "Popolo d'Italia", 1936.
- Osservazioni intorno alle cause della guerra sociale italica nel 1. secolo a. C., Istituto di studi romani, 1940.
- Il paganesimo: prolegomeni allo studio della religione nel mondo antico greco-romano, Istituto editoriale cisalpino, 1962.
- L'oracolo delfico: saggio di religione politica nel mondo antico, I Dioscuri, 1988.